# Europsko juniorsko prvenstvo u vaterpolu – Oradea 2006.
Vaterpolsko EP za juniore 2006. održano je u Oradei, u Rumunjskoj.

## Sudionici

### Skupina A
- Slovačka
- SCG
- UK
- Slovenija

### Skupina B
- Francuska
- Gruzija
- Mađarska
- Rumunjska

### Skupina C
- Poljska
- Grčka
- Italija
- Hrvatska

### Skupina D
- Rusija
- Njemačka
- Nizozemska
- Španjolska

## Vanjske poveznice
- Na LEN-inim stranicama  Arhivirana inačica izvorne stranice od 3. rujna 2006. (Wayback Machine)